# Neuville-au-Cornet
Neuville-au-Cornet ist eine französische Gemeinde mit 62 Einwohnern (Stand 1. Januar 2022) im Arrondissement Arras des Départements Pas-de-Calais. Sie liegt im Kanton Saint-Pol-sur-Ternoise und ist Mitglied des Kommunalverbandes Ternois.
|           | Maisnil               |                  |
|           | Kompass               | Ternas           |
| Buneville | Moncheaux-lès-Frévent | Monts-en-Ternois |

## Sehenswürdigkeiten

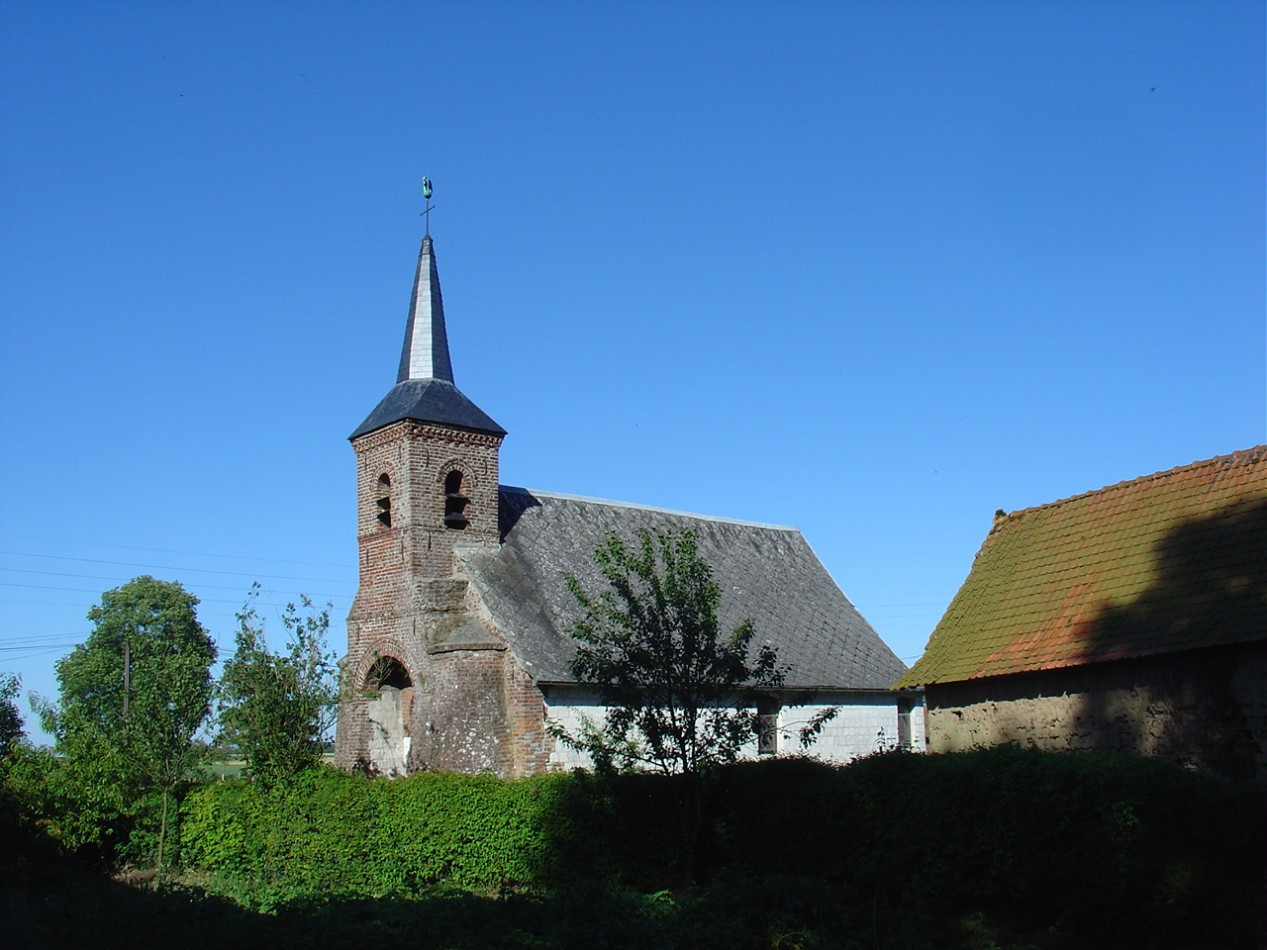
Kirche Notre-Dame